# 邢庄镇
大邢庄乡，是中华人民共和国河南省周口市沈丘县下辖的一个乡镇级行政单位。

## 行政区划
大邢庄乡下辖以下地区：
邢庄村、秦庄寨村、段庄村、大宋庄村、后王庄村、清凉寺村、后李庄村、司庄村、赵闫庄村、东赵楼村、普楼村、南赵庄村、西李庄村、东程庄村、陈埠口村、西赵楼村、八里湾村、李营村、赵老家村、沙岭村和小李庄村。。